# Aiguille de Bionnassay
Die Aiguille de Bionnassay ist ein 4052 Meter hoher Berg im Mont-Blanc-Massiv in den Savoyer Alpen. Über den Gipfel verläuft die Staatsgrenze zwischen Frankreich (Département Haute-Savoie) und Italien (Provinz Aosta). 

## Lage und Geographie
Die Aiguille de Bionnassay liegt knapp vier Kilometer westlich des Mont Blanc. Direkter östlicher Nachbar ist der Dôme du Goûter, mit dem sie über den 3888 m hohen Col de Bionnassay verbunden ist. Damit beträgt ihre Schartenhöhe rund 160 Meter.
Der Berg wird auf allen Seiten von Gletschern umgeben. Nach Norden bricht der Gipfel in einer eindrucksvollen, von einem Felsriegel unterbrochenen Eiswand auf den Glacier de Bionnassay ab. Südlich liegt auf italienischem Boden der Ghiacciaio de Bionnassay, der in den Ghiacciaio del Miage übergeht. Der Ghiacciaio del Miage ist mit über zehn Kilometer der längste Gletscher Italiens und reicht bis in das Val Veny. Südöstlich liegt der Ghiacciaio del Dôme, der ebenfalls in den Ghiacciaio del Miage fließt. Westlich liegen auf französischem Boden der Glacier du Miage und die gleichnamigen Dômes de Miage.

## Routen zum Gipfel
Die Aiguille de Bionnassay kann sowohl von Italien als auch von Frankreich bestiegen werden. Mögliche Talorte sind auf der italienischen Seite Entrèves bei Courmayeur und auf der französischen Seite Les Houches bei Chamonix. 

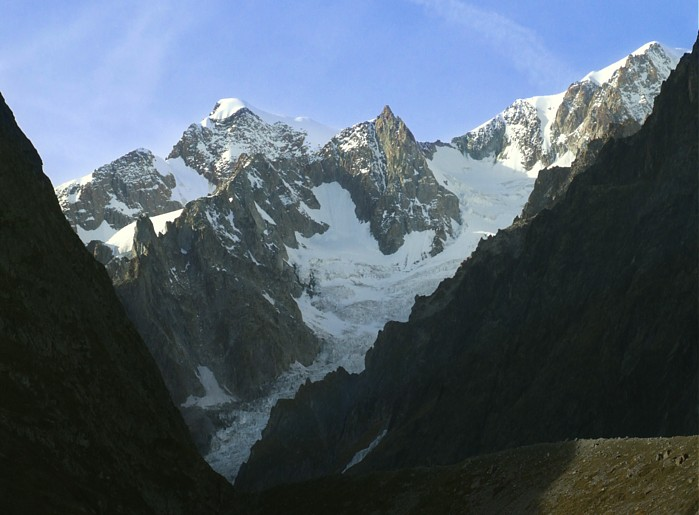
Die italienische Südseite der Aiguille de Bionnassay

### Von Italien
Die leichteste Route auf den Gipfel führt über den Nordostgrat. Ausgangspunkt ist das Rifugio Francesco Gonella (CAI) auf 3071 m. Von der Hütte führt die Route über den Grat der Auguilles Grises in den Col de Bionnassay. Bis hier ist die Route mit dem italienischen Normalweg auf den Mont Blanc identisch. Vom Col folgt man dem teilweise überwechteten Firngrat auf den Gipfel (WS, II. Grad).
Eine weitere Anstiegsmöglichkeit von Italien führt über den 1888 erstbegangenen Südgrat. Stützpunkt ist das auf 3349 m gelegene Refuge Durier (CAF). Der Grat bietet Stellen mit Kletterschwierigkeiten im III. Grad und ist mit WS+ bewertet. 
Die Anstiege auf der italienischen Südseite gelten als einsam und wenig begangen, häufig wird der Gipfel zum Mont Blanc überschritten.

### Von Frankreich
Als Normalweg von der französischen Seite gilt die Nordwestflanke, die Route der Erstbesteiger. Stützpunkt ist das Refuge de Tête Rousse auf 3167 Meter. Der Anstieg ist eine reine Eisflanke mit einer Steilheit bis zu 55°.
Der am meisten begangene Abstieg vom Gipfel führt über den Dôme du Goûter und von dort zum Refuge du Goûter auf 3817 m.

## Erstbesteigung

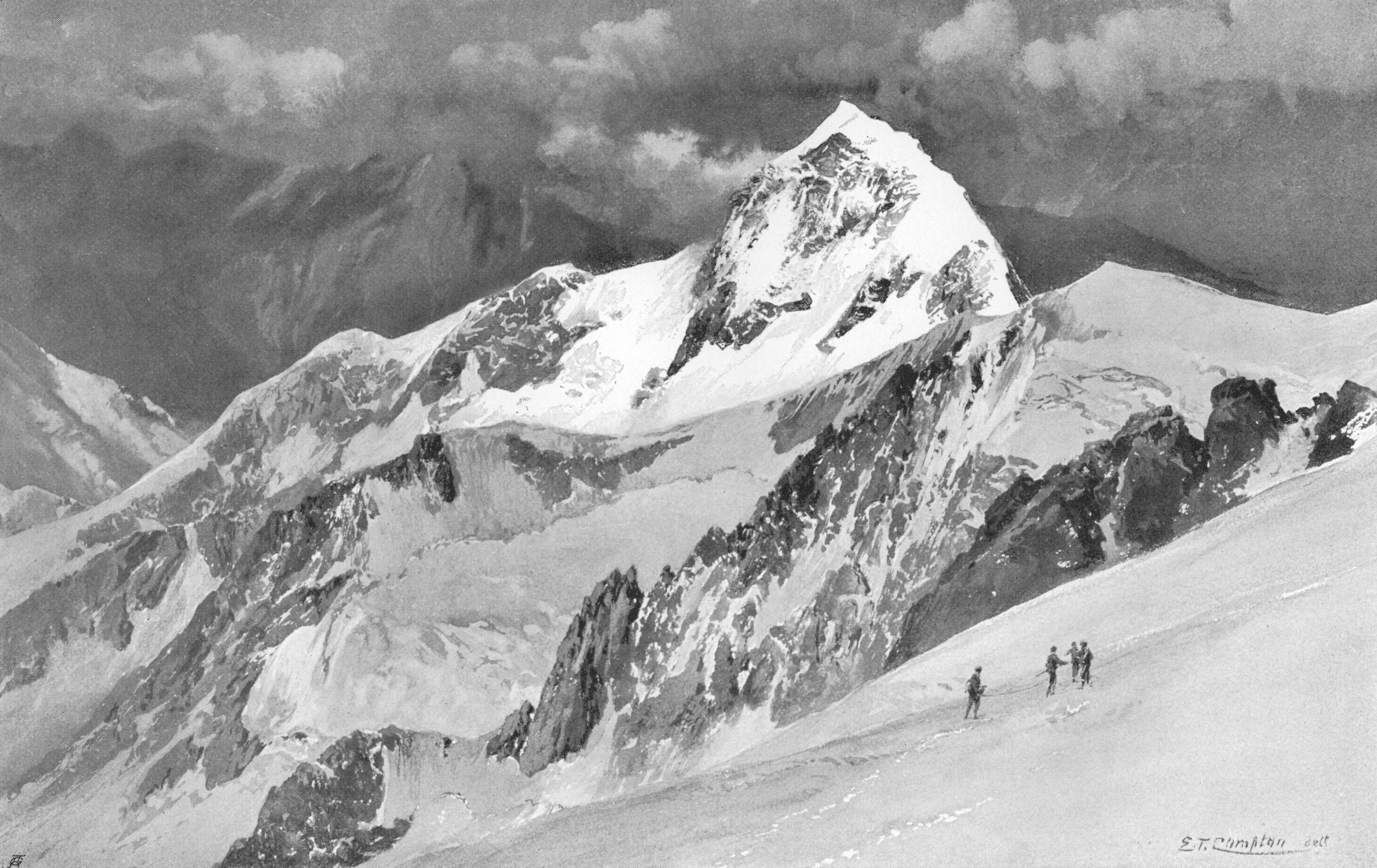
Die Aiguille de Bionnassay in einer Zeichnung von E.T. Compton

Die Aiguille de Bionnassay wurde am 28. Juli 1865, durch Michel Payot, Jean-Pierre Cachat, E.N. Buxton, Florence Crauford Grove und R.J.S. Macdonald erstbestiegen. Die Besteigung erfolgte über die für damalige Verhältnisse schwierige Nordwestflanke, was als besonders bemerkenswert gilt, da später mit dem Südgrat und Nordostgrat deutlich leichtere und weniger gefährliche Anstiege gefunden wurden.

## Eisenbahnanbindung
In den 1930er Jahren machte die französische Eisenbahngesellschaft PLM mit einem Plakat des französischen Malers Roger Broders Werbung für die Strecke ihrer Tochtergesellschaft Chemin de Fer du Mont-Blanc und deren Zweigstrecke von St. Gervais zum Glacier de Bionnassay.